# Torre de Riaño

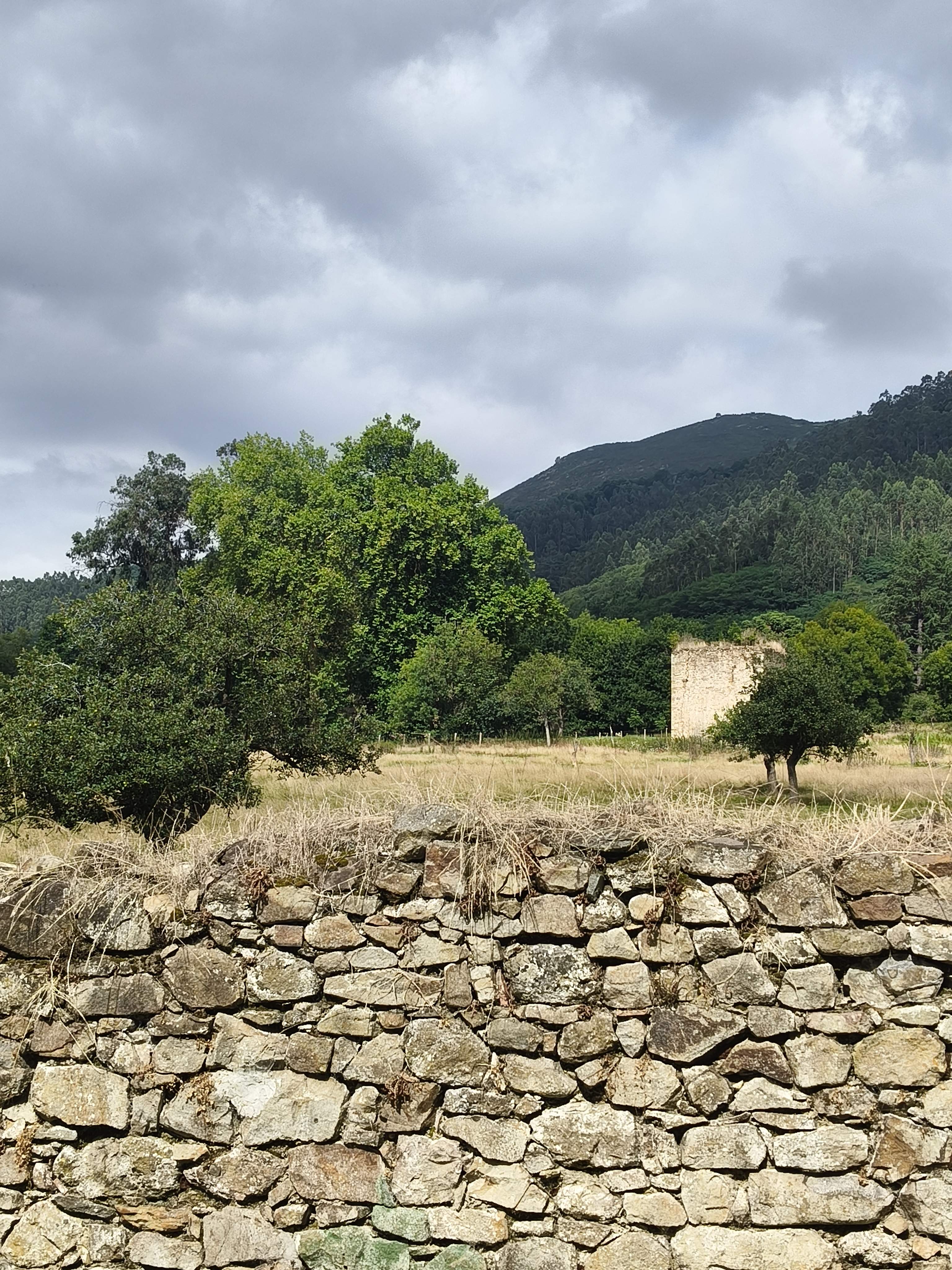
Torre desde uno de los muros de la Casa de Los Dorado

La torre de Riaño es un torreón de origen medieval en estado de ruina, situado en el palacio de Los Dorado en Riaño, concejo asturiano de Langreo (España).

## Historia
Algunos autores llevan la construcción de la torre al siglo XI, pudiendo haber formado parte de una línea de torres de vigilancia situadas a lo largo del valle del Nalón. Con el tiempo quedó incluida en la finca perteneciente a la familia de los García de Riaño, solar donde se levantaron dos casonas señoriales en el siglo XVI de las que sobrevive una de ellas, la casa de los Dorado. Pudo cumplir diferentes funciones con el paso del tiempo, hasta quedar totalmente en ruina. En 2003 la Consejería de Cultura encargó un estudio de la finca, de la cual se obtuvo la descripción de la torre.

## Descripción
Se trata de una torre defensiva de planta casi cuadrada de 8x9 metros. Sus muros tienen casi un metro de ancho, lo que refuerza la teoría de su carácter defensivo. Conserva el arco de medio punto para el acceso a la construcción. Está ejecutada en piedra dorada, con jambas monolíticas  e impostas de gran desarrollo. Conserva también dos saeteras. Pudo contar con sótano y otro piso superior. La falta de una intervención arqueológica dificulta la obtención de más información sobre esta construcción y la evolución de la finca de los Riaño.
Se encuentra en una finca privada y sólo es posible verla desde el muro. 

## Biografía
- Catálogo Urbanístico de Langreo
- Memoria histórica y arquitectónica. Casa de los García de Riaño o Casona de Arriba. Fernández Gutiérrez, M.F. y Álvarez Espinedo R. Riaño, Langreo. Mayo del 2003